# Filip Lăzăreanu
Filip Lăzăreanu (sinh ngày 5 tháng 7 năm 1981) là một cầu thủ bóng đá người România thi đấu cho Sănătatea Cluj. Bố của anh, Marcel Lăzăreanu, cũng là một thủ môn.